# Kanton Toulouges
Kanton Toulouges (fr. Canton de Toulouges) je francouzský kanton v departementu Pyrénées-Orientales v regionu Languedoc-Roussillon. Skládá se ze tří obcí.

## Obce kantonu
- Canohès
- Pollestres
- Toulouges